# Boiry-Becquerelle
Boiry-Becquerelle – miejscowość i gmina we Francji, w regionie Hauts-de-France, w departamencie Pas-de-Calais.
Według danych na rok 2011 gminę zamieszkiwało 409 osób, a gęstość zaludnienia wynosiła 90 osób/km² (wśród 1549 gmin regionu Nord-Pas-de-Calais Boiry-Becquerelle plasuje się na 867. miejscu pod względem liczby ludności, natomiast pod względem powierzchni na miejscu 721.).